# شهرداری مارووو و روستوچا
شهرداری مارووو و روستوچا (به لاتین: Mavrovo and Rostuša Municipality) یک منطقهٔ مسکونی در مقدونیه شمالی است که در مقدونیه شمالی واقع شده‌است. شهرداری مارووو و روستوچا ۶۶۳٫۱۹ کیلومتر مربع مساحت و ۸٬۶۱۸ نفر جمعیت دارد.